# Ельворті Роберт і Томас
«Ельворті Роберт і Томас» (АТ «Ельворті Роберт і Томас») — акціонерне товариство (АТ), одне з найбільших у 1908—17 рр. у галузі виробництва агрономічної техніки в усій Наддніпрянській Україні, розташоване у місті Єлисаветграді, і відоме зараз як Ельворті.

## Опис
АТ «Ельворті Роберт і Томас» виробляло землеробські знаряддя, молотарки, просорушки, сівалки, устаткування для млинів та підприємств харчосмакової промисловості.
Основний капітал товариства сягав 6 млн рублів, вартість нерухомого майна становила майже 2,5 млн рублів.
При заводі містилося правління, до якого входили А. Юнгман (директор-розпорядник), Р. і Т. Ельворті (директори). Окрім заводу, товариство мало комерційні відділення в містах Умань, Черкаси, Миколаїв, Кривий Ріг, Вознесенськ, Каховка, Ростов-на-Дону, Омськ, у Петропавлівському порту (нині Петропавловськ-Камчатський; останні три — тепер міста в РФ).

## Історія
Підприємство як приватна майстерня було засноване вихідцями з Британії братами Робертом і Томасом Ельворті 1874 року.
1877 року було збудовано перший виробничий корпус, у якому розпочато виготовлення сівалок та інших машин. Розгорнулось активне будівництво заводу. У 1880-ті рр. завод Ельворті (так підприємство офіційно іменувалося до 1922 року), було першим і єдиним не тільки в Російській імперії, але і у всій Європі. У цей період на заводі працювало від 1600 до 2000 робітників.
На повну потужність завод запрацював 1908 року. Вже у 1910-ті рр. на підприємстві разом з сівалками випускали молотарки, маслобойки, просорушки та іншу техніку. Завод інтенсивно розширявся, нарощував темпи виробництва. До кінця 1917 року на заводі працювало вже понад 7 тисяч робітників.
Продукція підприємства не раз одержувала відзнаки на всеросійських та міжнародних виставках, користувалась попитом, як на російському, так і міжнародному, європейському, ринках. Представництва компанії знаходилися у 52 містах Російської імперії, Лондоні та Нью-Йорку.
Після Жовтневого перевороту 1917 року товариство занепадає. У квітні 1919 року (за ін. даними — 1920 року) завод був націоналізований більшовиками. 1922 року заводу сільсько-господарських машин, що знаходився у Єлизаветграді, присвоєно назву «Червона зірка».

## Галерея

Пам'ятник братам Ельворті в Кропивницькому, встановлений 2004 року
Меморіальна дошка братам Р. і Т. Ельворті на фасаді Музею заводу «Ельворті»
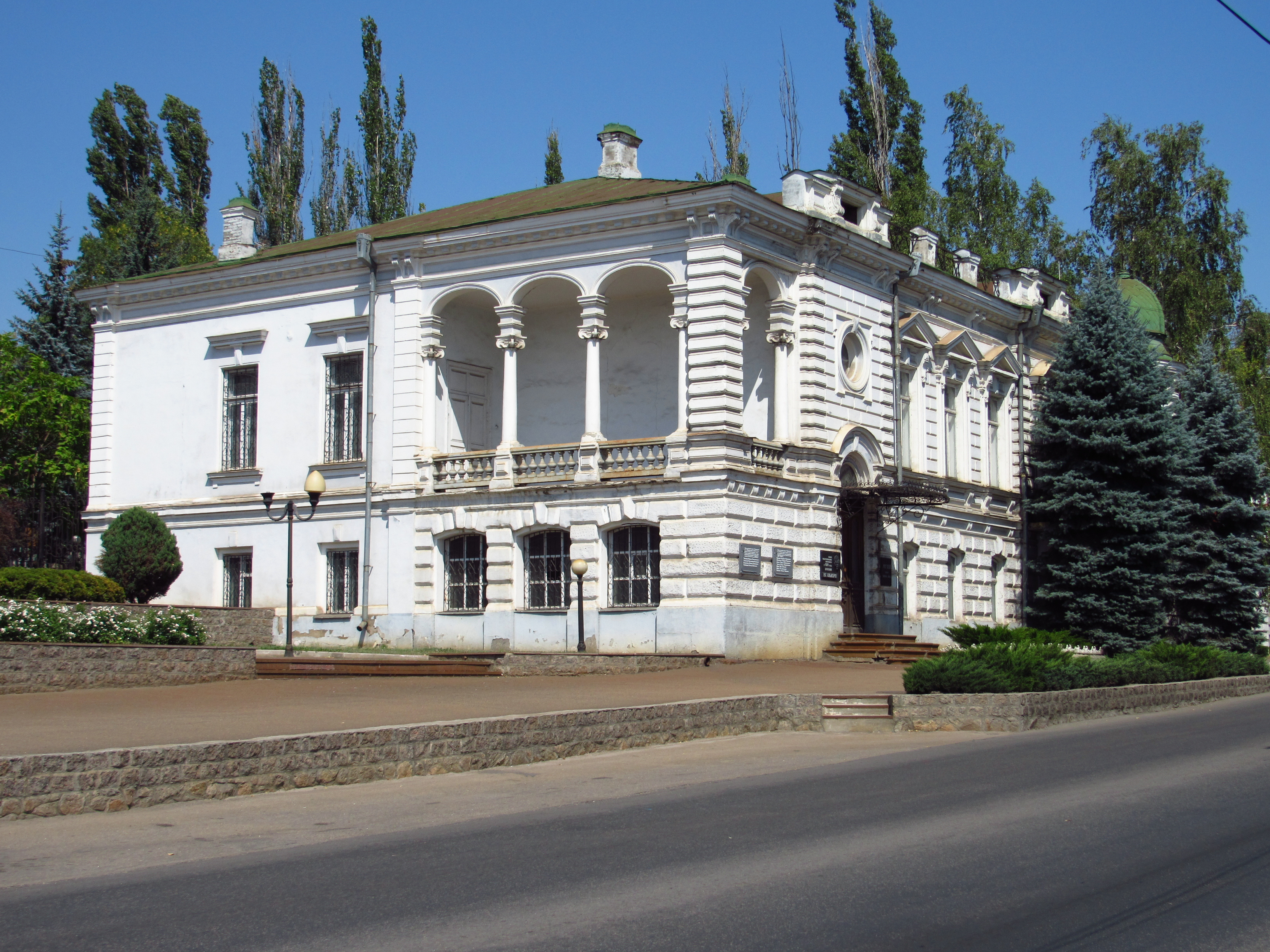
Будівля Музею заводу «Ельворті» в Кропивницькому
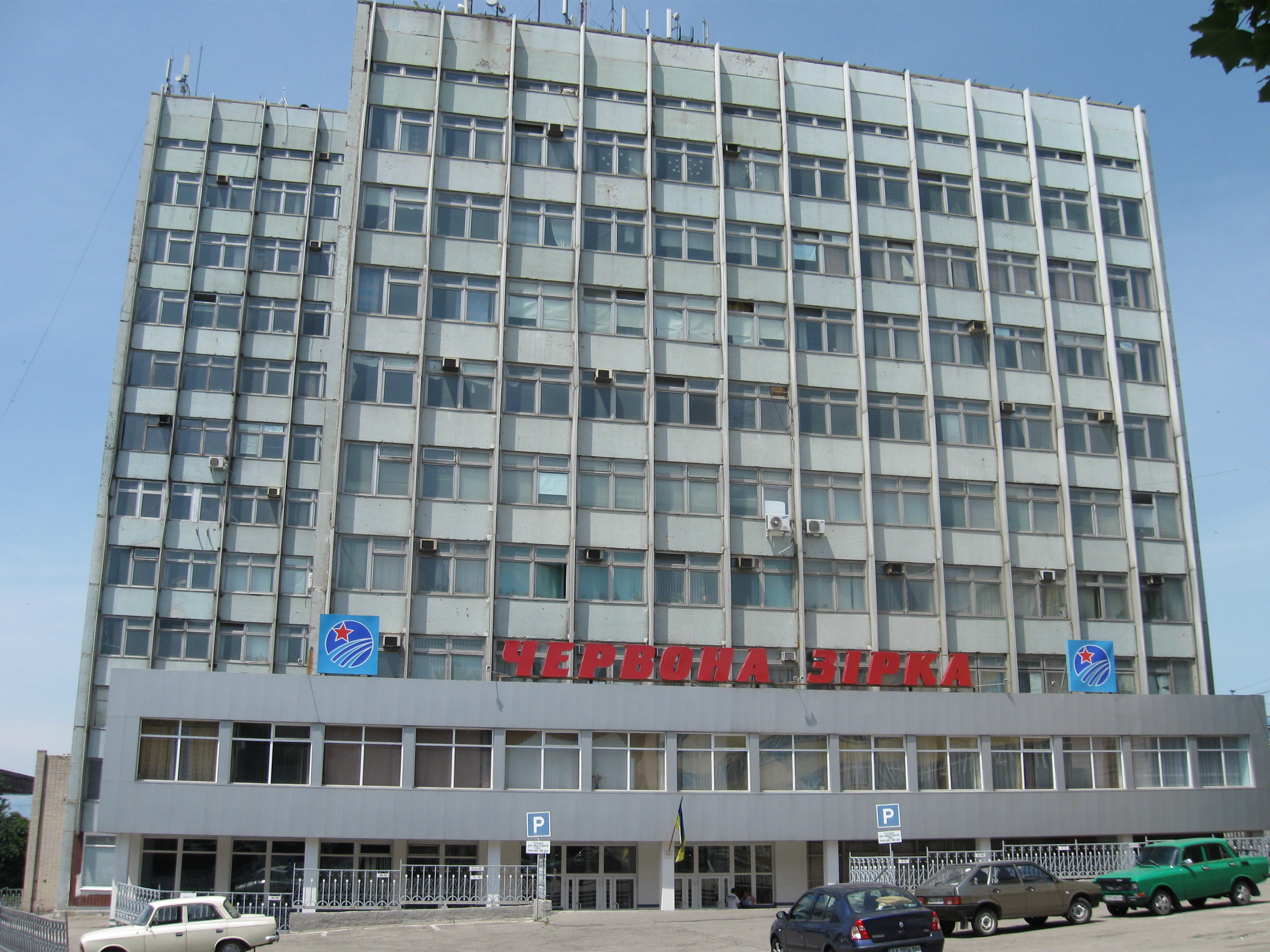
Сучасний адміністративний корпус заводу «Ельворті»

## Виноски
1. ↑  Історія від кінської сівалки — до універсальних машин [Архівовано 10 червня 2017 у Wayback Machine.] на Офіційний вебсайт «Ельворті» [Архівовано 22 травня 2017 у Wayback Machine.] (рос.)
2. ↑  Роберт і Томас Ельворті, с. 5.[недоступне посилання з липня 2019]